# 天目珍珠菜
天目珍珠菜（学名：Lysimachia tienmushanensis）是报春花科珍珠菜属的植物，其种加词“tienmushanensis”意为“浙江天目山的”。中国特有植物。分布于中国大陆的浙江等地，生长于海拔600米至1,000米的地区，一般生长在山谷溪旁及山坡林缘。